# Kazma Sakamoto
Pour les articles homonymes, voir Sakamoto.
Kazma Sakamoto (né le 1er octobre 1982 à Machida) est un catcheur japonais. Il travaille actuellement à la Dragon Gate.

## Carrière

### Kaientai Dojo (2003-2011)
Sakamoto s'entraîne auprès de Taka Michinoku. Le 20 juillet 2003, il fait équipe avec Daigoro Kashiwa et Hi69 avec qui il perd son premier combat face à Joe Aoyama, Ryota Chikuzen et YOSHIYA.

### World Wrestling Entertainment (2011-2013)

#### Florida Championship Wrestling (2011-2012)
En été 2011, Kazma signe un contrat avec la World Wrestling Entertainment, et change son nom pour celui de Sakamoto. Il est envoyé à son territoire de développement, la Florida Championship Wrestling, où il fait ses débuts le 4 décembre. 

#### WWE Raw (2012)
Sakamoto fera une apparition à Raw entre les mois d'avril à septembre 2012, où il sera le manager de Tensai. 

#### NXT (2012-2013)
Il revient au territoire de développement en novembre, à la NXT, qui est devenu le nouveau territoire de développement à la suite de la fermeture de la FCW. Il fait son premier match lors du NXT du octobre contre Mason Ryan, match qu'il perd. Lors du NXT du 8 mai, il combat contre Briley Pierce mais le match se termine en NO Contest à la suite d'une attaque de Conor O'Brian. Il aura un match revanche avec Briley Pierce contre Conor O'Brian dans un handicap match, match qu'ils perdront.
Il est licencié le 17 mai tout comme Briley Pierce, Derrick Bateman, Audrey Marie, Brandon Traven, Percy Watson et Anya.

### Retour au Japon (2013-...)
Le 11 janvier 2014, il fait ses débuts pour la Wrestling New Classic (WNC), ou il bat Masaya Takahashi, après quoi il a attaqué et défier le WNC Champion Tajiri. Le 30 janvier, il perd contre Tajiri et ne remporte pas le WNC Championship. 

### Wrestle-1 (2013-2016)
Dans le cadre d'une relation de travail entre la Wrestle-1 et la TNA, il participe à Bound for Glory (2014) ou il perd contre MVP. Le 30 janvier 2015, lui et Koji Doi perdent contre Kaz Hayashi et Shūji Kondō et ne remportent pas les Wrestle-1 Tag Team Championship. Le 26 juin 2015, il a été annoncé que Sakamoto avait signé avec la Wrestle-1. Peu de temps après, il devient le nouveau chef de Desperado, après avoir viré Masayuki Kōno du groupe. Sous sa direction, le groupe a été rebaptisé "Real Desperado". Le 3 novembre, lui, Koji Doi et Nosawa Rongai battent Jackets (Jiro Kuroshio, Seiki Yoshioka et Yasufumi Nakanoue) et remportent les UWA World Trios Championship. Le 27 novembre, ils perdent les titres contres Jackets. Le 6 mars 2016, lui et Yuji Hino battent TriggeR (Masayuki Kōno et Shūji Kondō) et remportent les Wrestle-1 Tag Team Championship. Le 8 juin, ils perdent les titres contre Yuji Okabayashi et Yasufumi Nakanoue.

### Pro Wrestling NOAH (2017-...)
Du 6 avril au 5 mai, il participe en compagnie de Takashi Sugiura, au Global Tag League 2019. Ils terminent premier du tournoi, avançant jusqu'en finale, où ils battent les GHC Tag Team Champions, AXIZ (Gō Shiozaki et Katsuhiko Nakajima), pour remporter le tournoi. Le 13 juin, ils battent AXIZ et remportent les GHC Tag Team Championship.

### Dragon Gate (2018-2021)
Lors de Dangerous Gate 2018, Il fait ses débuts à la Dragon Gate en étant annoncé par Eita comme le nouveau membre du clan R.E.D. Plus tard dans le show, lui, Big R Shimizu, Ben-K, Yasushi Kanda et Takashi Yoshida battent Natural Vibes (Kzy, Susumu Yokosuka, Genki Horiguchi, "brother" YASSHI et Punch Tominaga) dans un Ten-Man Tag Team Elimination Match.
Lors de Final Gate 2018, lui, Takashi Yoshida et Yasushi Kanda battent Natural Vibes (Kzy, Genki Horiguchi et Susumu Yokosuka) et remportent les Open the Triangle Gate Championship,. Lors de Dead Or Alive 2019, ils conservent les titres contre Mochizuki Dojo (Hyo Watanabe, Kota Minoura et Masaaki Mochizuki). Lors de Kobe Pro-Wrestling Festival 2019, ils perdent les titres contre Machine Army (Strong Machine J, Strong Machine F et Strong Machine G). Le 4 décembre, lui et Diamante battent MaxiMuM (Dragon Kid et Jason Lee) et Natural Vibes (Kzy et Susumu Yokosuka),.
Il participe ensuite avec BxB Hulk au tournoi qui déterminera les nouveaux Open the Twin Gate Champions qu'ils remportent le 15 janvier 2020 en battant Yamato et Ben-K. Lors de Champion Gate In Osaka 2020 - Tag 2, ils défendent leur titres contre Dragon Gate (Yamato et Kai) dans un match qui se termine en No-Contest.
Lors de Dangerous Gate 2020, lui, Diamante et Takashi Yoshida battent Dragon Gate (Ben-K, Dragon Dia et Strong Machine J) et remportent les Open the Triangle Gate Championship.
Lors de Memorial Gate 2021 In Wakayama, il perd contre Shun Skywalker et ne remporte pas le Open the Dream Gate Championship.
Lors de Dead Or Alive 2021, lui et Kaito Ishida battent Masaaki Mochizuki et Takashi Yoshida pour remporter les Open the Twin Gate Championship. Lors de Kobe Pro-Wrestling Festival 2021 - Tag 1, ils perdent leur titres contre Natural Vibes (KING Shimizu et Susumu Yokosuka).

### GLEAT (2021-...)
Le 18 novembre, lui et CIMA perdent contre BULK Orchestra (Nobuhiro Shimatani et Ryuichi Kawakami) à la suite de sa trahison envers CIMA. Il rejoint ensuite BULK Orchestra.

## Palmarès
- Dragon Gate
  - 3 fois Open the Triangle Gate Championship avec Takashi Yoshida et Yasushi Kanda (1), Diamante et Takashi Yoshida (1) et SB KENTo et Takashi Yoshida (1)
  - 2 fois Open the Twin Gate Championship avec BxB Hulk (1) et Kaito Ishida (1)
- Gleat
  - 1 fois G-Infinity Championship avec Ryuichi Kawakami
- Kaientai Dojo
  - 1 fois Strongest-K Champion
  - 4 fois Strongest-K Tag Team Champion avec Kengo Mashimo (2), Ryota Chikuzen (1) et Miyawaki (1)
  - 1 fois UWA/UWF Intercontinental Tag Team Champion avec Kengo Mashimo
  - Strongest-K Tag Team tournament avec Kengo Mashimo en 2005
- Pro Wrestling NOAH
  - 1 fois GHC Tag Team Championship avec Takashi Sugiura[31]
  - Global Tag League (2019) avec Takashi Sugiura
- Wrestle-1
  - 1 fois UWA World Trios Championship avec Koji Doi et Nosawa Rongai
  - 1 fois Wrestle-1 Tag Team Championship avec Yuji Hino